# Pescueza
Pescueza és un municipi de la província de Càceres, a la comunitat autònoma d'Extremadura (Espanya). Limita al nord amb Casillas de Coria, a l'est amb Portaje, al sud amb Acehúche i a l'oest amb Cachorrilla.

## Demografia
| 246 | 224 | 213 | 205 | 201 | 189 | 185 | 176 | 167 | 165 | 159 |